# テクノマックス
株式会社テクノマックス（英: Technomax, Inc.）は、テレビ東京ホールディングスの連結子会社で、テレビ技術を専門とする技術プロダクション。
カメラマンの制作技術（スタジオ・中継・ENGなど）やスタジオ運営（TMC-A1スタジオ【東京メディアシティ】・天王洲スタジオ）とビデオ編集技術など映像技術を業務とする。

## 沿革
- 1971年（昭和46年）10月：タワーテレビ株式会社として発足。
- 1998年（平成10年）4月1日：タワーテレビと株式会社アクト（ACT）の合併により現社名となる。
- 2023年（令和5年）11月13日：コーポレートロゴを改定[3]。

## 事業所
- 天王洲本社、ビデオセンター（虎ノ門）、六本木分室、TMC-A1スタジオ（砧）

## 主な技術協力番組

### スタジオ技術

#### テレビ番組
（凡例）太字：現在放映中また継続中（特番の場合）の番組・これから放映される番組。※特に記述がない場合はテレビ東京で放送。

#### 映画
- 白ゆき姫殺人事件「カベミミッ!」スタジオスタッフ部分（松竹 2014年3月）照

### 中継技術

#### テレビ番組
（凡例）太字：現在放映中また継続中（特番の場合）の番組・これから放映される番組。※特に記述がない場合はテレビ東京で放送。

### Vロケ・ENG技術

#### テレビ番組
（凡例）太字：現在放映中また継続中（特番の場合）の番組・これから放映される番組。※特に記述がない場合はテレビ東京で放送。

### ビデオセンター

#### テレビ番組
（凡例）太字：現在放映中また継続中（特番の場合）の番組・これから放映される番組。※特に記述がない場合はテレビ東京で放送。